# Mankarga
Mankarga – miasto w Burkinie Faso, w Prowincji Ganzourgou. Według danych szacunkowych na rok 2010 liczy 17 604 mieszkańców.